# إليعيزر والدنبرغ
إليعيزر يهودا والدنبرغ (بالعبرية: הרב אליעזר יהודה וולדנברג‏) (10 ديسمبر 1915 - 21 نوفمبر 2006) حاخام إسرائيلي. يعرف بتأليفه مرجعا في الطب اليهودي والشريعة اليهودية، وهو كتاب «تزيتز إليعيزر» المكون من 21 مجلدا، لشرح موضوعات الهالاخاه منها الأخلاقيات الطبية اليهودية، وقضايا الطقوس اليهودية اليومية من السبت إلى الكشروت.
حصل الحاخام والدنبرغ على جائزة إسرائيل في الدراسات التوراتية في عام 1976.

## حياته
ولد الحاخام والدنبرغ في القدس عام 1915، وأبوه هو الحاخام يعقوب غيداليا الذي هاجر من كاوناس في ليتوانيا إلى فلسطين العثمانية في أوائل القرن العشرين. درس في مدرسة إتس حاييم الدينية، وفي مدرسة الحاخام إيسر زلمان ميلتزر.
ألف الحاخام والدنبرغ كتابه الأول وعنده 19 عامًا في عام 1934.
خدم الحاخام والدنبرغ كحاخام مجتمعي في كنيس صغير على طريق يافا بجوار المركز الطبي شعاري تسيديك. وكان العديد من الأطباء يأتون إلى الكنيس ويصلون ويقدموا أسئلتهم إلى الحاخام. وبدأ الحاخام والدنبرغ في الإجابة على أسئلتهم حول القانون اليهودي وتطبيقه على أخلاقيات الطب، وخصص وقت أسبوعي للكلام عن أخلاقيات مهنة الطب لأطباء وممرضات المستشفى.
وكان مقربًا من الحاخام بن صهيون مائير هاي عوزيئيل، وكان رئيسًا لمدرسة شعاري صهيون الدينية التي أسسها. 
في عام 1957، أصبح راف والدنبرغ رئيسًا للمحكمة الحاخامية لدائرة القدس. وعُين لاحقًا في محكمة هاغادول الدينية في القدس حيث جلس مع الحاخام يوسف شالوم إلياشيف.

## جوائز
في عام 1976، حصل الحاخام والدنبرغ على جائزة إسرائيل في الدراسات التوراتية. 

## وفاته
توفي الحاخام والدنبرغ في 21 نوفمبر 2006 في المركز الطبي شعاري تسيديك في القدس. ودُفن في مقبرة هار همنوحوت في القدس.
كتابه الأهم هو «تزيتز إليعيزر» وهو مؤلف موسوعي حول أسئلة الهالاخا، ويعتبر واحدا من الإنجازات العظيمة للدراسات الدينية اليهودية في القرن العشرين. وعلى الرغم من أنه كتب العديد من الكتب والمقالات في جميع مجالات الهالاخاه، إلا أنه اشتهر بإجاباته بشأن أخلاقيات الطب اليهودي. ويتناول في هذا الكتاب المكون من 21 جزءا، الأسئلة الطبية المعقدة بما في ذلك الخصوبة والإجهاض وزرع الأعضاء والقتل الرحيم وجراحة تغيير الجنس وتشريح الجثث والتدخين والجراحة التجميلية والتجارب الطبية. ويقدر معظم الحاخام من كافة الطوائف اليهودية آرائه حول الهالاخاه.
حكم الحاخام والدنبرغ بالامتناع عن إجراء جراحة اختيارية على شخص ليس مريضًا ولا يعاني من الألم، مثل الجراحة التجميلية، قائلا بأن مثل هذه الأنشطة تقع خارج حدود ولاية الطبيب للشفاء.  وقد اختلف معه الحاخام موشيه فينشتاين.
أما بالنسبة للإجهاض فقد سمح بإجهاض الجنين في فترة الثلث الأول من الحمل، وفقط الجنين الذي يولد بتشوه قد يتسبب في إصابته، وكذلك سمح بإجهاض جنين مصاب بعيب جنيني مميت مثل مرض تاي ساكس في الفترة حتى نهاية الثلث الثاني من الحمل.
وحكم بأن الطفل المولود خارج الرحم، من خلال الإخصاب في المختبر، ليس له أبوين ولا تعترف الشريعة اليهودية بعلاقته سواء بالوالدين البيولوجيين أو «الأم البديلة»، المرأة التي تحمل الطفل.
لقد كان واحداً من عدد قليل ولكن متزايد من الحاخامات الذين يمنعون التدخين.
دُونت العديد من آرائه وأحكامه الطبية من قبل تلميذه أفراهام شتاينبرغ، ثم نُشرت في مجلدات موجزة.
وبالنسبة للتحول الجنسي، فقد حكم والدنبرغ أن جراحة تغيير الجنس مسموح بها في حالة طفل مولود مخنثًا حيث تكون مجموعة واحدة من الأعضاء أكثر تطورًا. وبعد دراسة شريعة وطبية دقيقة، حكم والدنبرغ أن المرأة المتحولة جنسياً بعد جراحة تغيير الجنس هي امرأة تعترف بها الهالاخاه. وقال: «التشريح الخارجي الظاهر هو الذي يحدد تعريف الشخص بالنسبة للهالاخاه». 

## كيفود هبريوت
سمح والدنبرغ بسماع قراءة التوراة ونفخ الشوفار وقراءة الميغيلاه عبر مكبر الصوت أو الهاتف أو الراديو، إذا لم تكن هناك خيارات أخرى متاحة.. لكن الحاخام شلومو زالمان أورباخ اختلف بشدة مع هذا الرأي.. ورأى والدنبرغ أن الأصوات التي يتم تكرارها بواسطة الأجهزة الإلكترونية تقع في حكم «ضوضاء الآلات الموسيقية»، لا في «ضوضاء الأصوات الطبيعية».
كما شدد على المفهوم اليهودي لـ Kevod HaBriyot (كرامة الإنسان) في أحكامه. فعلى سبيل المثال، قدم الحاخام والدنبرغ هذا المفهوم لدعم حكمه بأن الشخص الأصم يمكنه استخدام أداة سمع كهربائية في يوم السبت.

## القانون اليهودي والدولة والجيش
كتب الحاخام والدنبرغ أيضًا كتابا من عدة أجزاء حول القضايا العملية للحكومة تسمى «هيلخوت ماديناه» Hilkhot Medinah. وفي هذا العمل، يتناول العديد من الآراء الخاصة برؤساء الحاخامات السابقين مثل يتسحاق هاليفي هرتسوغ، شلومو غورين، وإيسر يهودا أونترمان.
وهو يؤيد إعفاء طلاب المدارس الدينية من الخدمة العسكرية لأنهم من خلال ميزة تعلمهم للتوراة يساعدون في حماية البلاد.
كما حكم بأنه «لا يجوز للمتحول دينيا إلى اليهودية أن يشغل منصبًا في السلطة المجتمعية اليهودية.». وقرر أن المتحول دينيا لا يُسمح له بمنصب مجتمعي منفرد ولكن يُسمح له بمنصب في لجنة مجتمعية.